# Quintanilla Escalada
Quintanilla Escalada  es una localidad española perteneciente al municipio burgalés de Valle de Sedano, en Castilla y León. Se encuentra en la comarca de Páramos. En 2023 contaba con 35 habitantes.

## Ubicación
La localidad, una entidad local menor cuyo alcalde pedáneo es José Mª García Díez, se encuentra en el norte de la provincia de Burgos, en la comunidad autónoma de Castilla y León. Pertenece al Ayuntamiento de Valle de Sedano y está situada 17,2 km al norte de la capital del municipio, Sedano, en las márgenes del río Ebro, a la altura del km 300 de la N-623, en el Espacio Natural conocido como de Hoces del Alto Ebro y Rudrón.

## Historia
En el año 860, el rey Ordoño I manda al conde Rodrigo repoblar la vieja ciudad cántabra de Amaya (conquistada por Augusto, Leovigildo, Tarik y Alfonso I). Su hijo Diego Porcelos fundaría Burgos en 884 y desde entonces Castilla no pararía de extender sus territorios. La creación de los alfoces, es de capital importancia para comprender esta expansión. La misión primordial fue desde el principio militar, participando además en la hueste regia, cuando se les requería para hacer frente a las grandes acometidas del Islam. De esta manera contribuían a la normalización del régimen aldeano y la protección a escala local.
El alfoz donde estaba incluido Quintanilla Escalada fue el de Siero, ya citado en el año 945 y luego conocido como Honor de Sedano, que controlaba el valle inferior del Rudrón, el del río Moradillo y el curso del Ebro desde antes de Pesquera hasta pasada Orbaneja del Castillo; su frontera meridional era el páramo de Masa. Aguas arriba del Ebro se encontraba el valle de Zamanzas, formando parte del alfoz de Arreba. Otros dos alfoces cerraban al norte las tierras que nos ocupan: el de Bricia y el del valle de Valdebezana.

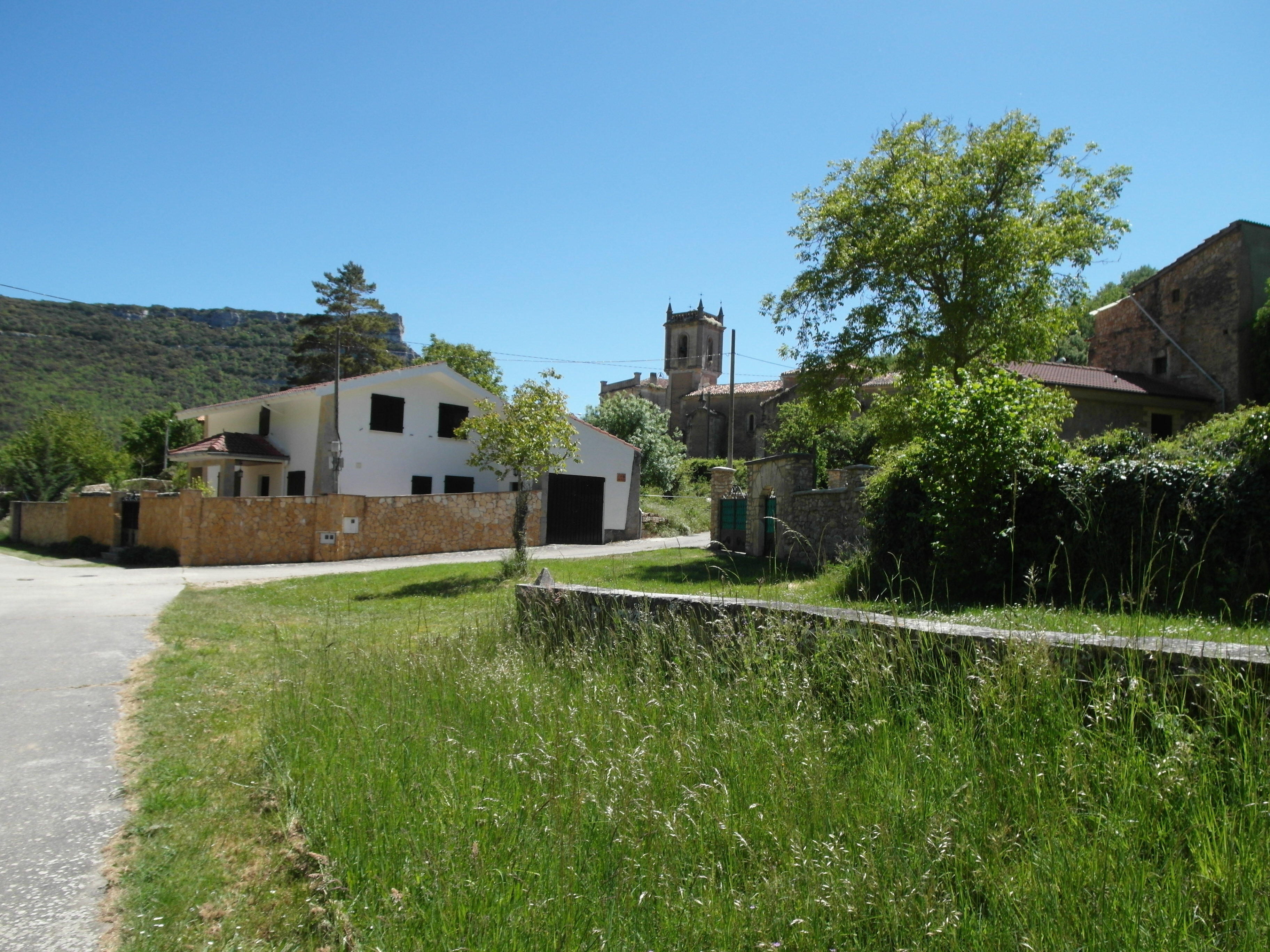
Vista de la localidad

Lugar que formaba parte, del Valle de Sedano en el Partido de Burgos, uno de los catorce que formaban la Intendencia de Burgos, durante el periodo comprendido entre 1785 y 1833, en el Censo de Floridablanca de 1787, jurisdicción de señorío siendo su titular el marqués de Aguilar de Campoo, regidor pedáneo. Antiguo municipio de Castilla la Vieja en el Partido de Sedano código INE-095111 que en el censo de la matrícula catastral contaba con 11 hogares y 33 vecinos. Entre el censo de 1857 y el anterior, este municipio desapareció al integrarse en el municipio 09404 Valdelateja.
El Diccionario geográfico-estadístico-histórico de España y sus posesiones de Ultramar de Pascual Madoz decía de la localidad a mediados del siglo XIX lo siguiente:

Este pueblo es enfiteuta del cabildo de Aguilar de Campoó que le concedió á censo enfitéutico una porción de terreno al S. de la pobl., en cuyo intermedio se halla una ant. igl. titulada abadía, reducida en la actualidad á campo santo.

En 1910 se construyó en la localidad la central hidroeléctrica El Porvenir. Se trata de una central hidroeléctrica, con túnel y canal, pionera en el suministro a la ciudad de Burgos que está equipada con dos turbinas Francis.
El 7 de abril de 1967 fue aprobada la instalación y utilización de un oleoducto entre Ayoluengo de la Lora y Quintanilla Escalada.
Escalada cuenta con una iglesia parroquial dedicada a San Miguel Arcángel y con la ermita de la Virgen de Ebro.